# Ев (буква)
և (арм. և) — тридцать седьмая буква реформированного армянского алфавита, лигатура букв эдж (Ե) и йюн (Ւ). Де-факто использовалась и ранее, но в алфавит не входила.

## Использование
Заглавной формы лигатура не имеет, при необходимости перевести в верхний регистр она записывается как Եւ в старой орфографии и как Եվ в реформированной.
И в восточноармянском, и в западноармянском языках обозначает [jɛv] в начале слова и [ɛv] в остальных позициях. Числового значения в армянской системе счисления не имеет.
В системах романизации армянского письма передаётся как ew (ISO 9985, ALA-LC для классической орфографии), ev (ALA-LC для реформированной орфографии; BGN/PCGN, в середине или конце слова), yev (BGN/PCGN, в начале слова).

## Кодировка
Строчная формы буквы ев была добавлена в стандарт Юникод в версии 1.1 в блок «Армянское письмо» (англ. Armenian) под шестнадцатеричным кодом U+0587.

## Галерея

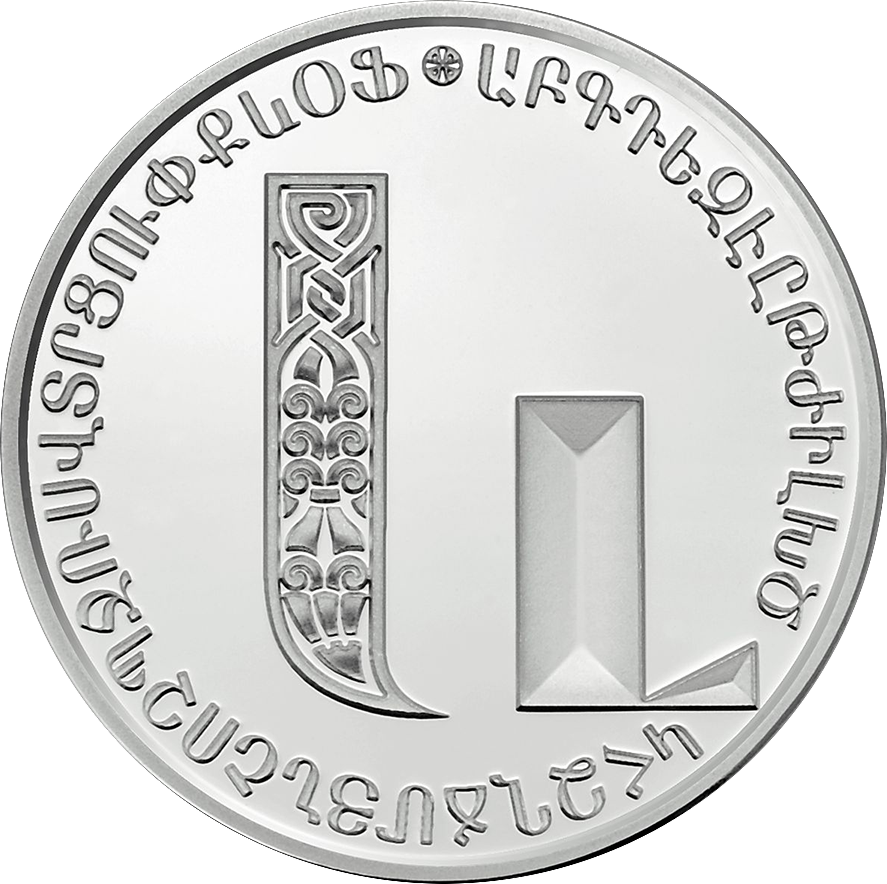
Монета из серии «Армянский алфавит»